# Milly Bergh
Milly Bergh (Horten, 1 oktober 1860 – 1937) was een Noors pianiste en zangeres. Zij was dat voor een korte tijd, toen zij regelmatig optrad met haar man Ludvig Bergh.
Andrea Fredrikke Emilie Ihlen werd geboren binnen het gezin van schout-bij-nacht Niels Ihlen (1824-1905) en Julie Fredrikke Nicolaysen (1840-1922). Ze is op 25 juni 1881 getrouwd met de militaire chirurg Carl Thaulow (1851-1915), maar beleefde in 1885 in Åsgårdstrand een hevige doch korte romance met Edvard Munch. Hij legde de herinnering van hun verhouding vast in het schilderij Livets dans uit 1899 (danspaar vooraan). Munch was neef van Carl Thaulow en diens broer de schilder Frits Thaulow. De verhouding brak uiteindelijk in 1886 het huwelijk. In 1890 beviel zij van dochter Julie Anna Johanne Bergh (1890-1962), die later trouwde met toneelspeler Hans Bille. Milly huwde in 1891 met Ludvig Bergh, maar scheidde in 1910 van hem. 
In de jaren 1887 en 1888 gaf ze onder meer zangles. De jaren daaropvolgend trad ze met haar man op. In 1893 volgde een eerste rol aan het Carl Johan Teater in Oslo. Na haar scheiding van Ludvig Bergh verdween ze van het podium. 
In 1906 leverde ze de Noorse vertaling van Pelléas et Mélisande van Maurice Maeterlinck. In de jaren 10 van de 20e eeuw woonde ze korte tijd in Parijs. In 1921 publiceerde ze een kookboek Morsom mat (Lekker eten), nadat ze een aantal jaren een literaire kookrubriek had gevoerd.